# 高分五号
高分五号（英語：或英語：），是一颗由中国航天科技集团上海航天技术研究院研制、中华人民共和国环境保护部所属的人造地球卫星，2018年5月9日2时28分由长征四号丙运载火箭在太原卫星发射中心发射并进入太阳同步轨道。

## 简介
高分五号是中国第一颗高光谱综合观测卫星，也是高分系列计划中唯一一颗高光谱观测卫星，主要开展污染气体、温室气体、区域环境空气质量、水环境和生态环境监测，地质资源调查和气候变化研究等高光谱遥感监测和应用示范。
2021年3月，高分五号卫星卫星影像停止服役。